# Eschenz
Eschenz är en ort och kommun i distriktet Frauenfeld i kantonen Thurgau, Schweiz. Kommunen har 1 903 invånare (2023).